# 내 마음의 풍차 (드라마)
《내 마음의 풍차》는 1983년 12월 18일에 방영되었던 MBC 베스트셀러극장이다.

## 줄거리
소실인 어머니하고만 살아온 주인공(정한헌)은 아버지(김길호)와 어머니(김혜자)의 설득으로 집에 돌아오게 된다.
그곳에는 소심하고 자기 폐쇄적인 이복동생(고영준)이 있는데 그가 지금까지 살아온 생활에 비해 동생은 불쌍하다 싶을 정도로 과잉보호 속에 갇혀 있다.
아버지는 이런 작은 아들이 미덥지 못한 탓에 그를 불러들인 것이다.
그는 새장 속의 새나 다름없는 동생을 그 나름대로의 방식으로 고민에 빠뜨려 건강한 사람으로 변화시키려 하지만...

## 출연
- 정한헌
- 황신혜
- 고영준
- 김혜자
- 김길호
- 김소원
- 임문수
- 윤석오
- 이숙
- 이순규